# Aegialiinae
Aegialiinae zijn een onderfamilie van kevers uit de familie van de bladsprietkevers (Scarabaeidae).